# Shōgo Kobara
Shōgo Kobara (小原 章吾?, Kobara Shōgo; Kanagawa, 2 novembre 1982) è un ex calciatore giapponese, di ruolo difensore.

## Palmarès
- Campionato giapponese: 1

Yokohama F.Marinos: 2003